# Via della Commenda
Via della Commenda è una strada di Milano, le cui origini risalgono al XII secolo. Amministrativamente compresa nel Municipio 1, ha origine da via Orti e termina in via San Barnaba.

## Storia
L'origine del nome "Commenda" deriva dalla presenza, nel Quattrocento, di un convento omonimo, la cui proprietà era in capo ai Cavalieri templari e poi ai Cavalieri di Malta. 
Via della Commenda ha mantenuto la sua struttura originaria sin dal XII secolo. Dalle origini è caratterizzata per essere sede di numerose attività a carattere assistenziale. Nel 1130 vi si stabilirono i Cavalieri templari e nel 1150 i Cavalieri gerosolimitani (poi divenuti appunto "Cavalieri di Malta"): due ordini che, all'epoca, offrivano ospitalità ai pellegrini di passaggio, svolgendo anche attività ospedaliera.
Soppressi i Templari nel 1319, la "Commenda" passò dai Templari ai Cavalieri di Malta. Soppressi anche i Cavalieri, nel Settecento il convento divenne di proprietà dell'Ospedale, venendo demolito nei primi anni Novecento. 

## Trasporti
- Crocetta
- Tram nº 16